# Multivezikulární tělísko

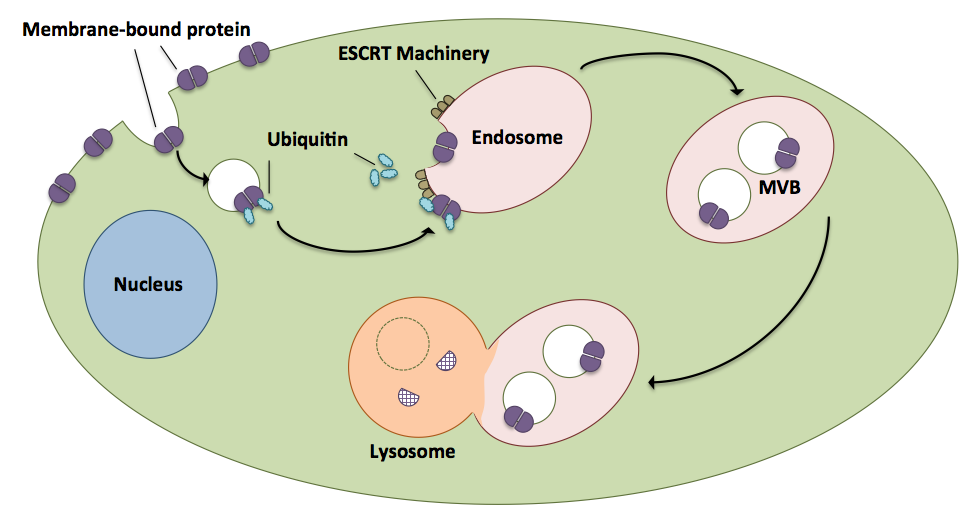
Proces vzniku MVB

Multivezikulární tělísko (z angl. multivesicular body - MVB) je typ vnitrobuněčného váčku vyskytujícího se u většiny prostudovaných eukaryotických buněk, který vzniká zráním časných endozómů a tzv. invaginací váčků dovnitř váčků samotných (vznikají tzv. intraluminální váčky). V endocytickém transportu je MVB na pomezí mezi stadiem časného endozómu a pozdního endozómu - postupně se zbavuje povrchových molekul typických pro plazmatickou membránu či pro časné endozómy a naopak v něm přibývají např. lysozomální hydrolázy typické pro pozdější stadia.
V procesu invaginace váčků dovnitř váčku samotného, a tedy ve vzniku MVB, hrají klíčovou roli proteinové komplexy ESCRT (protein Hrs a posléze komplexy ESCRT-I, ESCRT-II, ESCRT-III). Jsou zodpovědné zejména za to, aby se do intraluminálních váčků dostávaly ubiquitinylované receptory určené k degradaci. Tyto receptory jsou rozeznány Hrs a invaginovány dovnitř vznikajícího MVB. V typickém případě jsou tyto vnitřní váčky degradovány po fúzi MVB s lysozómy, ale v některých případech mohou splynout vnější membrány MVB s plazmatickou membránou a vnitřní intraluminální váčky se uvolní jako tzv. exozómy.